# Lista amerykańskich senatorów ze stanu Michigan
Lista amerykańskich senatorów ze stanu Michigan – senatorzy wybrani ze stanu Michigan.
Stan Michigan został włączony do Unii 26 stycznia 1837 roku. Posiada prawo do mandatów senatorskich 1. i 2. klasy. Do 8 kwietnia 1913 roku (ratyfikowania 17. poprawki do Konstytucji) senatorowie byli wybierani przez stanowy parlament. Od tego czasu wybierani są w wyborach powszechnych.

## 1. Klasa
| Lp.   | Imię i nazwisko          | Imię i nazwisko | Od                | Do                | Partia               | Kadencja                                                                       | Uwagi |
| ----- | ------------------------ | --------------- | ----------------- | ----------------- | -------------------- | ------------------------------------------------------------------------------ | --- |
| 1     | Lucius Lyon              |                 | 26 stycznia 1837  | 4 marca 1839      | Partia Demokratyczna | 1                                                                              | Wybrany w 1837 Nie starał się o reelekcję |
| Wakat | Wakat                    | Wakat           | 4 marca 1839      | 20 stycznia 1840  |                      | 2                                                                              | Parlament nie zdołał wybrać senatora |
| 2     | Augustus Seymour Porter  |                 | 20 stycznia 1840  | 4 marca 1845      | Partia Wigów         | 2                                                                              | Wybrany z opóźnieniem w 1840 Nie starał się o reelekcję w 1844 lub 1845                                                                                            |
| 3     | Lewis Cass               |                 | 4 marca 1845      | 29 maja 1848      | Partia Demokratyczna | 3                                                                              | Wybrany w 1844 lub 1845 Zrezygnował w trakcie trwania kadencji, by wystartować w wyborach prezydenckich                                                            |
| Wakat | Wakat                    | Wakat           | 29 maja 1848      | 8 czerwca 1848    |                      | 3                                                                              | |
| 4     | Thomas Fitzgerald        |                 | 8 czerwca 1848    | 4 marca 1849      | Partia Demokratyczna | 3                                                                              | Mianowany do kontynuowania kadencji w 1848 Zrezygnował po wyborze następcy                                                                                         |
| 5     | Lewis Cass               |                 | 4 marca 1849      | 4 marca 1857      | Partia Demokratyczna | 3                                                                              | Wybrany do dokończenia własnej kadencji w wyborach specjalnych w 1849                                                                                              |
| 5     | Lewis Cass               | 4               | 4 marca 1849      | 4 marca 1857      | Partia Demokratyczna | Reelekcja w 1850 lub 1851                                                      | |
| 6     | Zachariah Chandler       |                 | 4 marca 1857      | 4 marca 1875      | Partia Republikańska | 5                                                                              | Wybrany w 1857 |
| 6     | Zachariah Chandler       | 6               | 4 marca 1857      | 4 marca 1875      | Partia Republikańska | Reelekcja w 1863                                                               | |
| 6     | Zachariah Chandler       | 7               | 4 marca 1857      | 4 marca 1875      | Partia Republikańska | Reelekcja w 1869 Przegrał wybory w 1874                                        | |
| 7     | Isaac P. Christiancy     |                 | 4 marca 1875      | 10 lutego 1879    | Partia Republikańska | 8                                                                              | Wybrany w 1874 Zrezygnował w trakcie trwania kadencji w 1879 |
| Wakat | Wakat                    | Wakat           | 10 lutego 1879    | 22 lutego 1879    |                      | 8                                                                              | |
| 8     | Zachariah Chandler       |                 | 22 lutego 1879    | 1 listopada 1879  | Partia Republikańska | 8                                                                              | Wybrany do dokończenia kadencji w wyborach specjalnych w 1879 Zmarł w trakcie pełnienia urzędu w 1879                                                              |
| Wakat | Wakat                    | Wakat           | 1 listopada 1879  | 17 listopada 1879 |                      | 8                                                                              | |
| 9     | Henry P. Baldwin         |                 | 17 listopada 1879 | 4 marca 1881      | Partia Republikańska | 8                                                                              | Mianowany do kontynuowania kadencji w 1879 Wybrany do dokończenia kadencji w wyborach specjalnych w 1881 Nie starał się o wybór na pełną, 6-letnią kadencję w 1881 |
| 10    | Omar D. Conger           |                 | 4 marca 1881      | 4 marca 1887      | Partia Republikańska | 9                                                                              | Wybrany w 1881 Przegrał wybory w 1887 |
| 11    | Francis B. Stockbridge   |                 | 4 marca 1887      | 30 kwietnia 1894  | Partia Republikańska | 10                                                                             | Wybrany w 1887 |
| 11    | Francis B. Stockbridge   | 11              | 4 marca 1887      | 30 kwietnia 1894  | Partia Republikańska | Reelekcja w 1893 Zmarł w trakcie pełnienia urzędu w 1894                       | |
| Wakat | Wakat                    | Wakat           | 30 kwietnia 1894  | 5 maja 1894       |                      | 11                                                                             | |
| 12    | John Patton Jr.          |                 | 5 maja 1894       | 24 stycznia 1895  | Partia Republikańska | 11                                                                             | Mianowany do kontynuowania kadencji w 1894 Przegrał wybory specjalne o dokończenie kadencji w 1895                                                                 |
| 13    | Julius C. Burrows        |                 | 24 stycznia 1895  | 4 marca 1911      | Partia Republikańska | 11                                                                             | Wybrany do dokończenia kadencji w wyborach specjalnych w 1895 |
| 13    | Julius C. Burrows        | 12              | 24 stycznia 1895  | 4 marca 1911      | Partia Republikańska | Reelekcja w 1899                                                               | |
| 13    | Julius C. Burrows        | 13              | 24 stycznia 1895  | 4 marca 1911      | Partia Republikańska | Reelekcja w 1904 Przegrał wybory w 1911                                        | |
| 14    | Charles E. Townsend      |                 | 4 marca 1911      | 4 marca 1923      | Partia Republikańska | 14                                                                             | Wybrany w 1911 |
| 14    | Charles E. Townsend      | 15              | 4 marca 1911      | 4 marca 1923      | Partia Republikańska | Reelekcja w 1916 Przegrał wybory w 1922                                        | |
| 15    | Woodbridge Nathan Ferris |                 | 4 marca 1923      | 23 marca 1928     | Partia Demokratyczna | 16                                                                             | Wybrany w 1922 Zmarł w trakcie pełnienia urzędu w 1928 |
| Wakat | Wakat                    | Wakat           | 23 marca 1928     | 31 marca 1928     |                      | 16                                                                             | |
| 16    | Arthur H. Vandenberg     |                 | 31 marca 1928     | 18 kwietnia 1951  | Partia Republikańska | 16                                                                             | Mianowany do kontynuowania kadencji w 1928 Wybrany do dokończenia kadencji w wyborach specjalnych w 1928                                                           |
| 16    | Arthur H. Vandenberg     | 17              | 31 marca 1928     | 18 kwietnia 1951  | Partia Republikańska | Wybrany na pełną, 6-letnią kadencję w 1928                                     | |
| 16    | Arthur H. Vandenberg     | 18              | 31 marca 1928     | 18 kwietnia 1951  | Partia Republikańska | Reelekcja w 1934                                                               | |
| 16    | Arthur H. Vandenberg     | 19              | 31 marca 1928     | 18 kwietnia 1951  | Partia Republikańska | Reelekcja w 1940                                                               | |
| 16    | Arthur H. Vandenberg     | 20              | 31 marca 1928     | 18 kwietnia 1951  | Partia Republikańska | Reelekcja w 1946 Zmarł w trakcie pełnienia urzędu w 1951                       | |
| Wakat | Wakat                    | Wakat           | 18 kwietnia 1951  | 23 kwietnia 1951  |                      | 20                                                                             | |
| 17    | Blair Moody              |                 | 23 kwietnia 1951  | 4 listopada 1952  | Partia Demokratyczna | 20                                                                             | Mianowany do kontynuowania kadencji w 1951 Przegrał wybory specjalne o dokończenie kadencji w 1952                                                                 |
| 18    | Charles E. Potter        |                 | 5 listopada 1952  | 3 stycznia 1959   | Partia Republikańska | 20                                                                             | Wybrany do dokończenia kadencji w wyborach specjalnych w 1952 |
| 18    | Charles E. Potter        | 21              | 5 listopada 1952  | 3 stycznia 1959   | Partia Republikańska | Wybrany na pełną, 6-letnią kadencję w 1952 Przegrał wybory w 1958              | |
| 19    | Philip Hart              |                 | 3 stycznia 1959   | 26 grudnia 1976   | Partia Demokratyczna | 22                                                                             | Wybrany w 1958 |
| 19    | Philip Hart              | 23              | 3 stycznia 1959   | 26 grudnia 1976   | Partia Demokratyczna | Reelekcja w 1964                                                               | |
| 19    | Philip Hart              | 24              | 3 stycznia 1959   | 26 grudnia 1976   | Partia Demokratyczna | Reelekcja w 1970 Nie starał się o reelekcję w 1976 Zmarł przed końcem kadencji | |
| Wakat | Wakat                    | Wakat           | 26 grudnia 1976   | 30 grudnia 1976   |                      | 24                                                                             | |
| 20    | Donald W. Riegle Jr.     |                 | 30 grudnia 1976   | 3 stycznia 1995   | Partia Demokratyczna | 24                                                                             | Mianowany do dokończenia kadencji, będąc już wcześniej wybrany na pełną, 6-letnią kadencję                                                                         |
| 20    | Donald W. Riegle Jr.     | 25              | 30 grudnia 1976   | 3 stycznia 1995   | Partia Demokratyczna | Wybrany w 1976                                                                 | |
| 20    | Donald W. Riegle Jr.     | 26              | 30 grudnia 1976   | 3 stycznia 1995   | Partia Demokratyczna | Reelekcja w 1982                                                               | |
| 20    | Donald W. Riegle Jr.     | 27              | 30 grudnia 1976   | 3 stycznia 1995   | Partia Demokratyczna | Reelekcja w 1988 Nie starał się o reelekcję w 1994                             | |
| 21    | Spencer Abraham          |                 | 3 stycznia 1995   | 3 stycznia 2001   | Partia Republikańska | 28                                                                             | Wybrany w 1994 Przegrał wybory w 2000 |
| 22    | Debbie Stabenow          |                 | 3 stycznia 2001   | nadal             | Partia Demokratyczna | 29                                                                             | Wybrana w 2000 |
| 22    | Debbie Stabenow          | 30              | 3 stycznia 2001   | nadal             | Partia Demokratyczna | Reelekcja w 2006                                                               | |
| 22    | Debbie Stabenow          | 31              | 3 stycznia 2001   | nadal             | Partia Demokratyczna | Reelekcja w 2012                                                               | |
| 22    | Debbie Stabenow          | 32              | 3 stycznia 2001   | nadal             | Partia Demokratyczna | Reelekcja w 2018                                                               | |

## 2. Klasa
| Lp.   | Imię i nazwisko       | Imię i nazwisko | Od                   | Do                   | Partia               | Kadencja                                                               | Uwagi |
| ----- | --------------------- | --------------- | -------------------- | -------------------- | -------------------- | ---------------------------------------------------------------------- | --- |
| 1     | John Norvell          |                 | 26 stycznia 1837     | 4 marca 1841         | Partia Demokratyczna | 1                                                                      | Wybrany w 1841 Nie starał się o reelekcję |
| 2     | William Woodbridge    |                 | 4 marca 1841         | 4 marca 1847         | Partia Wigów         | 2                                                                      | Wybrany w 1841 Nie starał się o reelekcję w 1847                                                                                                 |
| 3     | Alpheus Felch         |                 | 4 marca 1847         | 4 marca 1853         | Partia Demokratyczna | 3                                                                      | Wybrany w 1847 Nie starał się o reelekcję w 1853                                                                                                 |
| 4     | Charles E. Stuart     |                 | 4 marca 1853         | 4 marca 1859         | Partia Demokratyczna | 4                                                                      | Wybrany w 1853 Nie starał się o reelekcję w 1858                                                                                                 |
| 5     | Kinsley S. Bingham    |                 | 4 marca 1859         | 5 października 1861  | Partia Republikańska | 5                                                                      | Wybrany w 1858 Zmarł w trakcie pełnienia urzędu w 1861                                                                                           |
| Wakat | Wakat                 | Wakat           | 5 października 1861  | 17 stycznia 1862     |                      | 5                                                                      | |
| 6     | Jacob M. Howard       |                 | 17 stycznia 1862     | 4 marca 1871         | Partia Republikańska | 5                                                                      | Wybrany do dokończenia kadencji w wyborach specjalnych w 1862                                                                                    |
| 6     | Jacob M. Howard       | 6               | 17 stycznia 1862     | 4 marca 1871         | Partia Republikańska | Reelekcja w 1865                                                       | |
| 7     | Thomas W. Ferry       |                 | 4 marca 1871         | 4 marca 1883         | Partia Republikańska | 7                                                                      | Wybrany w 1871 |
| 7     | Thomas W. Ferry       | 8               | 4 marca 1871         | 4 marca 1883         | Partia Republikańska | Reelekcja w 1877 Przegrał wybory w 1882 lub 1883                       | |
| 8     | Thomas W. Palmer      |                 | 4 marca 1883         | 4 marca 1889         | Partia Republikańska | 9                                                                      | Wybrany w 1882 lub 1883 Nie starał się o reelekcję w 1889                                                                                        |
| 9     | James McMillan        |                 | 4 marca 1889         | 10 sierpnia 1902     | Partia Republikańska | 10                                                                     | Wybrany w 1889 |
| 9     | James McMillan        | 11              | 4 marca 1889         | 10 sierpnia 1902     | Partia Republikańska | Reelekcja w 1895                                                       | |
| 9     | James McMillan        | 12              | 4 marca 1889         | 10 sierpnia 1902     | Partia Republikańska | Reelekcja w 1901 Zmarł w trakcie pełnienia urzędu w 1902               | |
| Wakat | Wakat                 | Wakat           | 10 sierpnia 1902     | 27 września 1902     |                      | 12                                                                     | |
| 10    | Russell A. Alger      |                 | 27 września 1902     | 24 stycznia 1907     | Partia Republikańska | 12                                                                     | Mianowany do kontynuowania kadencji w 1902 Wybrany do dokończenia kadencji w wyborach specjalnych w 1902 Zmarł w trakcie pełnienia urzędu w 1907 |
| Wakat | Wakat                 | Wakat           | 24 stycznia 1907     | 9 lutego 1907        |                      | 12                                                                     | |
| 11    | William Alden Smith   |                 | 9 lutego 1907        | 4 marca 1919         | Partia Republikańska | 12                                                                     | Wybrany do dokończenia kadencji w wyborach specjalnych w 1907                                                                                    |
| 11    | William Alden Smith   | 13              | 9 lutego 1907        | 4 marca 1919         | Partia Republikańska | Wybrany na pełną, 6-letnią kadencję w 1907                             | |
| 11    | William Alden Smith   | 14              | 9 lutego 1907        | 4 marca 1919         | Partia Republikańska | Reelekcja w 1913 Nie starał się o reelekcję w 1918                     | |
| 12    | Truman Handy Newberry |                 | 4 marca 1919         | 18 listopada 1922    | Partia Republikańska | 15                                                                     | Wybrany w 1918 Zrezygnował w trakcie trwania kadencji w 1922                                                                                     |
| Wakat | Wakat                 | Wakat           | 18 listopada 1922    | 29 listopada 1922    |                      | 15                                                                     | |
| 13    | James J. Couzens      |                 | 29 listopada 1922    | 22 października 1936 | Partia Republikańska | 15                                                                     | Mianowany do kontynuowania kadencji w 1922 Wybrany do dokończenia kadencji w wyborach specjalnych w 1924                                         |
| 13    | James J. Couzens      | 16              | 29 listopada 1922    | 22 października 1936 | Partia Republikańska | Wybrany na pełną, 6-letnią kadencję w 1924                             | |
| 13    | James J. Couzens      | 17              | 29 listopada 1922    | 22 października 1936 | Partia Republikańska | Reelekcja w 1930 Przegrał prawybory w 1936 Zmarł przed końcem kadencji | |
| Wakat | Wakat                 | Wakat           | 22 października 1936 | 19 listopada 1936    |                      | 17                                                                     | |
| 14    | Prentiss M. Brown     |                 | 19 listopada 1936    | 3 stycznia 1943      | Partia Demokratyczna | 17                                                                     | Mianowany do dokończenia kadencji, będąc już wcześniej wybrany na pełną, 6-letnią kadencję                                                       |
| 14    | Prentiss M. Brown     | 18              | 19 listopada 1936    | 3 stycznia 1943      | Partia Demokratyczna | Wybrany w 1936 Przegrał wybory w 1942                                  | |
| 15    | Homer S. Ferguson     |                 | 3 stycznia 1943      | 3 stycznia 1955      | Partia Republikańska | 19                                                                     | Wybrany w 1942 |
| 15    | Homer S. Ferguson     | 20              | 3 stycznia 1943      | 3 stycznia 1955      | Partia Republikańska | Reelekcja w 1948 Przegrał wybory w 1954                                | |
| 16    | Patrick V. McNamara   |                 | 3 stycznia 1955      | 30 kwietnia 1966     | Partia Demokratyczna | 21                                                                     | Wybrany w 1954 |
| 16    | Patrick V. McNamara   | 22              | 3 stycznia 1955      | 30 kwietnia 1966     | Partia Demokratyczna | Reelekcja w 1960 Zmarł w trakcie pełnienia urzędu w 1966               | |
| Wakat | Wakat                 | Wakat           | 30 kwietnia 1966     | 11 maja 1966         |                      | 22                                                                     | |
| 17    | Robert P. Griffin     |                 | 11 maja 1966         | 3 stycznia 1979      | Partia Republikańska | 22                                                                     | Mianowany do dokończenia kadencji w 1966 |
| 17    | Robert P. Griffin     | 23              | 11 maja 1966         | 3 stycznia 1979      | Partia Republikańska | Wybrany na pełną, 6-letnią kadencję w 1966                             | |
| 17    | Robert P. Griffin     | 24              | 11 maja 1966         | 3 stycznia 1979      | Partia Republikańska | Reelekcja w 1972 Przegrał wybory w 1978                                | |
| 18    | Carl Levin            |                 | 3 stycznia 1979      | 3 stycznia 2015      | Partia Demokratyczna | 25                                                                     | Wybrany w 1978 |
| 18    | Carl Levin            | 26              | 3 stycznia 1979      | 3 stycznia 2015      | Partia Demokratyczna | Reelekcja w 1984                                                       | |
| 18    | Carl Levin            | 27              | 3 stycznia 1979      | 3 stycznia 2015      | Partia Demokratyczna | Reelekcja w 1990                                                       | |
| 18    | Carl Levin            | 28              | 3 stycznia 1979      | 3 stycznia 2015      | Partia Demokratyczna | Reelekcja w 1996                                                       | |
| 18    | Carl Levin            | 29              | 3 stycznia 1979      | 3 stycznia 2015      | Partia Demokratyczna | Reelekcja w 2002                                                       | |
| 18    | Carl Levin            | 30              | 3 stycznia 1979      | 3 stycznia 2015      | Partia Demokratyczna | Reelekcja w 2008 Nie starał się o reelekcję w 2014                     | |
| 19    | Gary Peters           |                 | 3 stycznia 2015      | nadal                | Partia Demokratyczna | 31                                                                     | Wybrany w 2014 |
| 19    | Gary Peters           | 32              | 3 stycznia 2015      | nadal                | Partia Demokratyczna | Reelekcja w 2020                                                       | |